# BvS 10
BvS 10 – gąsienicowy przegubowy transporter opancerzony opracowany przez szwedzkie przedsiębiorstwo BAE Systems Hägglunds. Głównym użytkownikiem pojazdu jest Brytyjska Piechota Morska (Royal Marines), gdzie służy on pod nazwą BvS 10 Viking.

## Opis
BvS 10 jest mocno spokrewniony z pojazdem Bandvagn 206. Pojazd zbudowany jest z dwóch członów połączonych przegubem i jest zdolny do pokonywania zbiorników wodnych z prędkością do 5 km/h. Główne różnice pomiędzy BvS 10 a poprzednikiem to mocniejszy silnik wysokoprężny Cummins 5,9 l, zwiększony rozstaw osi oraz nowe podwozie.

## Użytkownicy

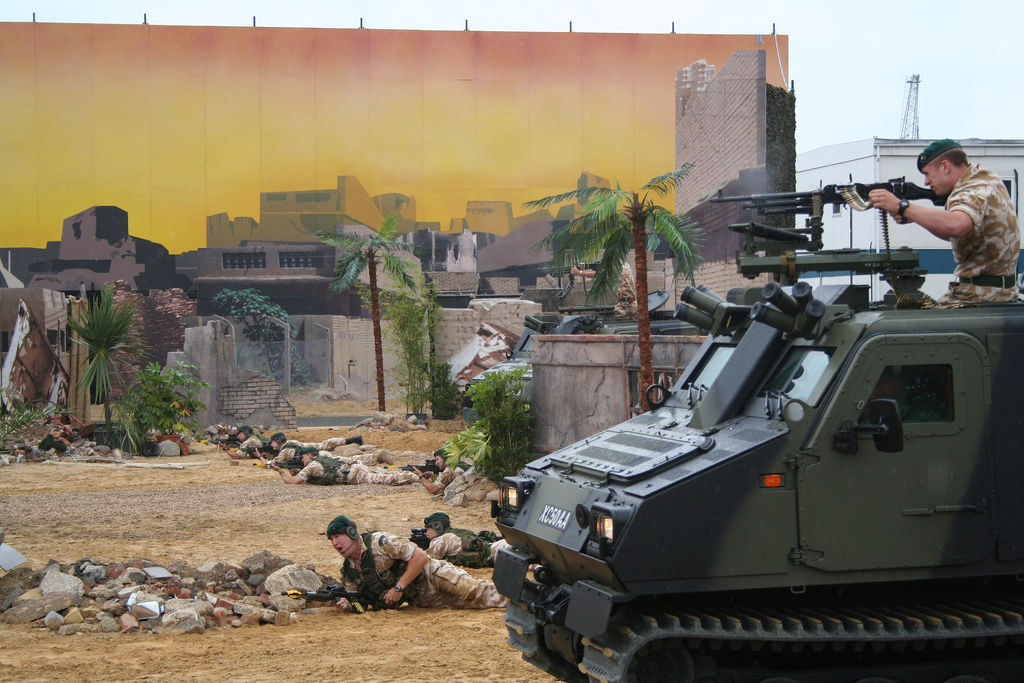
BvS 10 Viking należący do Royal Marines podczas Portsmouth International Festival, 2005

### Royal Marines
Pierwotnie przeznaczony dla brytyjskich Royal Marines i nazwany Vikingiem, pojazd przeszedł liczne testy w latach 2001–2004 i został ostatecznie zaakceptowany; wstępnie zamówiono sto osiem egzemplarzy. Dostawa pojazdów rozpoczęła się w 2005 roku. BvS 10 Viking został po raz pierwszy użyty bojowo w Afganistanie we wrześniu 2006 roku.

#### Warianty
Brytyjskie Siły Zbrojne wykorzystują obecnie trzy wersje pojazdu Viking: transporter opancerzony (TCV) mogący przewozić dwóch członków załogi i dziesięciu pasażerów; wóz dowodzenia (CV) zdolny do przewozu dwóch członków załogi oraz ośmiu pasażerów, z tylną częścią przeznaczoną na punkt dowodzenia oraz wóz zabezpieczenia technicznego (RRV) mogący przewozić do czterech pasażerów i wyposażony w dźwig, mobilny warsztat, kompresor oraz wyciągarkę. Wszystkie wersje mogą być przetransportowane droga powietrzną przy użyciu śmigłowców CH-47 Chinook oraz są zdolne do pokonywania przeszkód wodnych z pełnym załadunkiem.

#### Zamówienia
W maju 2007 roku brytyjskie Ministerstwo Obrony Narodowej złożyło zamówienie na kolejnych dwadzieścia jeden sztuk pojazdu, z których część ma być przeznaczona do transportu bezzałogowych pojazdów latającyh Watchkeeper WK450. W czerwcu 2008 roku ministerstwo ogłosiło zakup następnych czternastu sztuk pojazdu BvS 10 Viking.

### Korps Mariniers
Pojazdy BvS 10 zostały zamówione również przez Holenderską Piechotę Morską. Umowa dotyczy siedemdziesięciu czterech egzemplarzy tych pojazdów. Pierwsze egzemplarze trafiły na wyposażenie w styczniu 2006 roku.
27 marca 2008 roku Parlament Holandii podjął decyzję o wysłaniu do Czadu z misją wsparcia operacji EUFOR-u sześćdziesięciu żołnierzy piechoty morskiej. Razem z nimi mają tam trafić również niedawno zakupione pojazdy BvS 10.

### Bundesheer
W 2016 roku Austria podpisała kontrakt na zakup 32 pojazdów BvS 10 na potrzeby Bundesheer. Pierwsze pojazdy zostały dostarczone przez producenta w 2019 roku.